# Tonono
Antonio Alfonso Moreno (bedre kendt som Tonono), (25. august 1943 - 9. juni 1975) var en spansk fodboldspiller (sweeper), der spillede 22 kampe for Spaniens landshold i perioden 1967-1972. Han debuterede for holdet i en EM-kvalifikationskamp på udebane mod Tjekkoslovakiet 1. oktober 1967.
Tonono spillede på klubplan hele sin karriere hos Las Palmas på Gran Canaria. Han nåede at spille næsten 400 ligakampe for klubben.
Tonono døde i 1975, i en alder af kun 31 år, af en virusinfektion.